# Fungada
Uma fungada é a ação instintiva de inspirar rapidamente o ar para evitar que o muco escorra do nariz, em vez de assoar o nariz.

## Fisiologia
Por uma fração de segundo, a pessoa inala fortemente, puxando o muco da parte externa da cavidade nasal para cima, até mesmo para o seio da face. Esta ação é geralmente repetida a cada poucos segundos ou minutos conforme o muco puxado retorna para a parte externa da cavidade nasal, até que o muco pare de retornar (devido ao muco ter drenado para a garganta, o nariz foi soprado para remover o muco, ou algum outro fator).
Fungar e ter um corrimento nasal nem sempre estão associados a espirros ou tosse.
Fungar não está necessariamente relacionado a doenças. Além de alergias e resfriados, pode ser resultado de temperaturas baixas, como uma forma de conter as lágrimas e como um tique.
Quando está relacionado à doença, a fungada pode agravar ou prolongar a doença (em relação a não fungá-la), devolvendo aos seios da face qualquer substância (como alérgenos) que o muco que foi aspirado estava removendo.
Reduzir a necessidade de fungar geralmente envolve reduzir os sintomas que causam o muco excessivo, geralmente por meio de anti-histamínicos ou descongestionantes, ou tratar a causa raiz, como usar um purificador de ar para remover alérgenos. Um alívio mais imediato pode ser obtido por irrigação nasal ou assoar o nariz, na maioria das vezes em um lenço. Alguns procuram um banheiro e assoam o nariz na pia, que depois lavam com as mãos.

## Psicologia
Muitas pessoas não têm consciência de que estão fungando, daí o estereótipo das crianças como sendo mais aptas a fungar, uma vez que têm menos consciência do estigma. O ruído agudo de uma fungada pode facilmente se tornar inaudível para o executante, que o sente como um alívio, e irritante para aqueles que estão ao redor.

## Sociologia
Em muitas culturas, assoar o nariz em público é considerado falta de educação e, como reação, as pessoas podem criar o hábito de fungar. Em muitas outras culturas, é considerado falta de educação fungar.
"As fungadas" também podem se referir por metonímia ao resfriado comum, embora as fungadas muitas vezes não resultem em resfriados e estes, muitas vezes, não são causados por fungadas.
O som de fungadas pode desencadear reações de luta ou fuga e/ou raiva (com resultados que podem incluir até violência involuntária) em algumas pessoas que sofrem de misofonia.